# واين هيل
واين هيل (5 ديسمبر 1953 في أستراليا - ) (بالإنجليزية: Wayne Hill)‏ هو لاعب كريكت أسترالي. لعب مع فريق غرب أستراليا للكريكت ‏.

## وصلات خارجية
- واين هيل على موقع إي آس بي آن كريك إنفو (الإنجليزية)